# Babina pleuraden
Babina pleuraden är en groddjursart som först beskrevs av George Albert Boulenger 1904.  Babina pleuraden ingår i släktet Babina och familjen egentliga grodor. IUCN kategoriserar arten globalt som livskraftig. Inga underarter finns listade.